# Mithat Demirel
Mithat Demirel (nacido el 10 de mayo de 1978 (46 años) en Berlín, Alemania)  es un exjugador de baloncesto alemán. Con 1.80 de estatura, jugaba en la posición de base. 

## Equipos
- ALBA Berlín (1997-1999)
- Oyak Renault (1999-2000)
- Mitteldeutscher BC (2000-2001)
- ALBA Berlín  (2001-2005)
- Beşiktaş (2005-2006)
- Galatasaray  (2006-2007)
- Scafati Basket  (2006-2007)
- Brose Bamberg (2008-2009)
- Erdemir Zonguldak  (2008-2009)